# Salsacate
Salsacate è una città argentina, capoluogo del dipartimento di Pocho, nella provincia di Córdoba.